# Dekanat Rzeszów Wschód
Dekanat Rzeszów Wschód − dekanat diecezji rzeszowskiej, w jego skład wchodzi 10 parafii:
- Krasne, pw. Wniebowzięcia NMP,
- Malawa, pw. św. Wawrzyńca,
- Palikówka, pw. Miłosierdzia Bożego,
- Rzeszów (Pobitno), pw. św. Józefa Sebastiana Pelczara,
- Rzeszów (Załęże), pw. Matki Bożej Nieustającej Pomocy i św. Floriana,
- Rzeszów (Wilkowyja), pw. św. Józefa Kalasancjusza (pijarzy),
- Rzeszów (Słocina), pw. św. Rocha i św. Marcina Bpa,
- Rzeszów, pw. bł. Władysława Findysza,
- Rzeszów, pw. św. Jana Pawła II
- Strażów, pw. Matki Bożej Królowej Polski.